# Каллипп
Каллипп Кизикский (Κάλλιππος, 370—300 до н. э.) — древнегреческий астроном.
Каллипп уточнил обнаруженное Евктемоном неравенство астрономических времён года. Согласно измерениям Каллиппа, от весеннего равноденствия до летнего солнцестояния проходит 94 суток, от летнего солнцестояния до осеннего равноденствия — 92 суток, от осеннего равноденствия до зимнего солнцестояния — 89 суток, от зимнего солнцестояния до весеннего равноденствия — 90 суток.
Каллипп видоизменил метонов цикл греческого летосчисления, сократив 4 метоновых цикла (19 солнечных лет = 235 лунным месяцам = 6940 суток) на 1 день и составив, таким образом, пятый цикл в 27759 дней = 940 лунным оборотам, так что у него на каждый синодический месяц приходилось 29 дней 12 часов 44′25″, то есть излишек лишь в 22″. Начало цикла Каллиппа, вероятно, летнее солнцестояние 330 до н. э. Цикл Каллиппа применяется в антикитерском механизме — античном астрономическом расчётном устройстве, созданном во 2 веке до н. э.
Как сообщает Аристотель в трактате «О небе» (1073b33), Каллипп пытался усовершенствовать модель вложенных сфер, предложенную Евдоксом, сохранив для Сатурна и Юпитера одинаковое с Евдоксом число сфер, добавив для Солнца и для Луны ещё по две сферы, а для прочих планет — ещё по одной.
В честь Каллиппа назван кратер на Луне.